# Gonia tessellata
Gonia tessellata là một loài ruồi trong họ Tachinidae.